# 361

## Události
- Apollinaris z Laodiceje je zvolen biskupem v Laodiceji.

## Úmrtí
- ? – Wang Si-č’, čínský kaligraf (* 303)

## Hlavy států
- Papež – Liberius (352–366)
- Římská říše – Constantius II. (337–361) » Iulianus Apostata (361–363)
- Perská říše – Šápúr II. (309–379)